# Ain't Too Proud
Ain't Too Proud: The Life and Times of The Temptations est une comédie musicale jukebox de 2018 avec les musiques et paroles de The Temptations et un livret de Dominique Morisseau. Basée sur l'histoire de The Temptations, la comédie musicale a présenté une série de productions régionales et a été inaugurée à l'Imperial Theatre à Broadway en mars 2019.

## Productions

### Berkeley Rep (2017)
La comédie musicale a été créée au Berkeley Repertory Theatre à Berkeley, Californie, le 31 août 2017, avec une ouverture de presse le 14 septembre pour un engagement limité jusqu'au 5 novembre 2017. La production a été mise en scène par Des McAnuff et chorégraphiée par Sergio Trujillo. L'équipe de conception de la production comprenait des décors de Robert Brill, des costumes de Paul Tazewell, des éclairages de Howell Binkley, du son de Steve Canyon Kennedy et des projections de Peter Nigrini. La comédie musicale devait initialement être jouée jusqu'au 8 octobre, puis a été prolongée jusqu'au 22 octobre ; et finalement jusqu'au 5 novembre.

### Washington, DC (2018)
Après sa course à Berkeley Rep, le spectacle a déménagé au Kennedy Center à Washington, DC où il a été diffusé du 19 juin 2018 au 22 juillet 2018.

### Los Angeles (2018)
Après sa diffusion au Kennedy Center, le spectacle a déménagé au Ahmanson Theatre de Los Angeles, en Californie, où il s'est déroulé du 21 août 2018 au 30 septembre 2018.

### Toronto (2018)
Après sa diffusion à l'Ahmanson, le spectacle a déménagé au Princess of Wales Theatre à Toronto, en Ontario, où il s'est déroulé du 11 octobre 2018 au 17 novembre 2018.

### Broadway (2019)

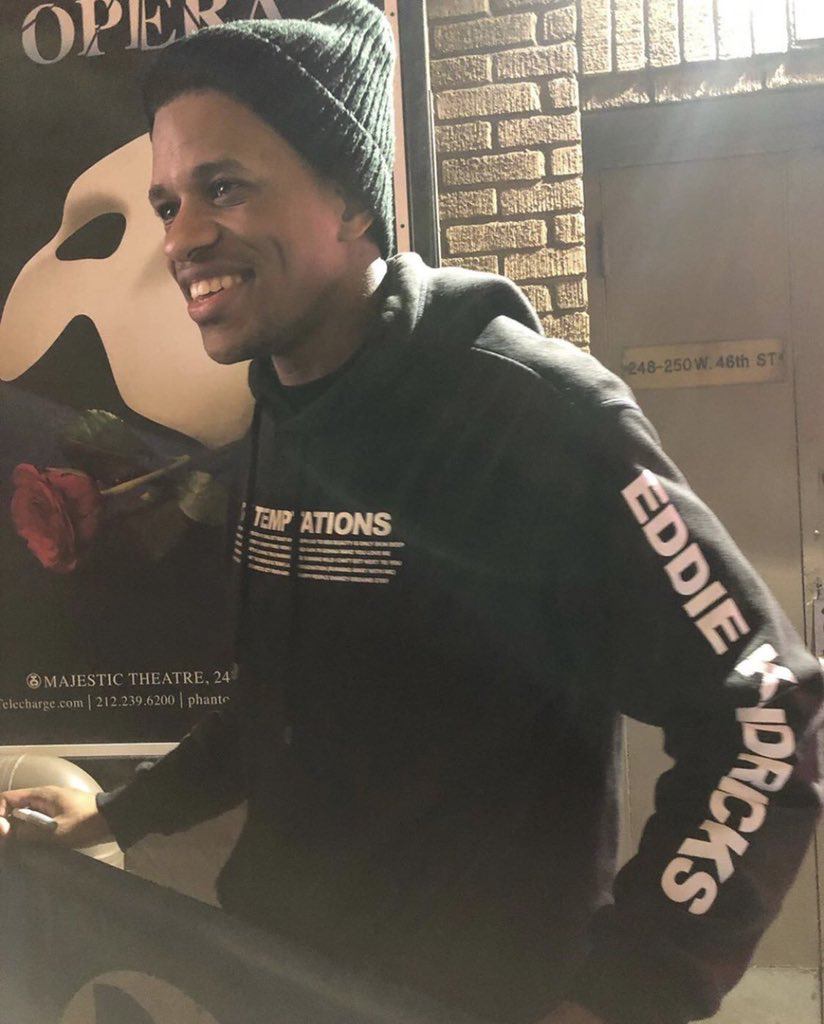
Jeremy Popeà la sortie de Ain't Too Proud en juillet 2019

La comédie musicale s'est ouverte à Broadway en 2019 à l'Imperial Theatre, avec des avant-premières commençant le 28 février 2019 et une soirée d'ouverture le 21 mars 2019. À compter du 12 mars 2020, le spectacle a suspendu la production en raison de la pandémie de Covid-19.

### Tournée américaine (2020)
Il a été annoncé le 31 mai 2019 que la tournée nationale devait débuté en juillet 2020 au Providence Performing Arts Center à Providence, Rhode Island. La première a été reportée à une date ultérieure en 2021 en raison de la pandémie COVID-19.

## Numéros musicaux

### Production originale de Berkeley Rep
| - Ain't Too Proud to Beg - All I Need - Baby Love - Ball of Confusion (That's What the World is Today) - Cloud Nine - Come See About Me - Don't Look Back - For Once in My Life - Get Ready - Gloria - I Can't Get Next to You - I Could Never Love Another (After Loving You) - (I Know) I'm Losing You - I Want a Love I Can See - I Wish It Would Rain - If You Don't Know Me by Now | - I'm Gonna Make You Love Me - In the Still of the Night - Just My Imagination (Running Away with Me) - My Girl - Papa Was a Rollin' Stone - Runaway Child, Running Wild - Shout - Since I Lost My Baby - Speedoo - Superstar (Remember How You Got Where You Are) - The Way You Do the Things You Do - War - What Becomes of the Brokenhearted - You Can't Hurry Love - You're My Everything |

### Production originale de Broadway
| Acte I - The Way You Do The Things You Do - Runaway Child, Running Wild - Gloria - In The Still Of The Night/Speedo - Shout - I Want A Love I Can See - My Girl - Get Ready - Supremes Medley: You Can't Hurry Love/Come See About Me/Baby Love - Since I Lost My Baby - Ain't Too Proud To Beg - Don't Look Back/You're My Everything - If I Could Build My Whole World Around You - If You Don't Know Me By Now - (I Know) I'm Losing You - I Wish It Would Rain - I Could Never Love Another (After Loving You) | Acte II - I Can't Get Next To You - I'm Gonna Make You Love Me - War - Ball Of Confusion (That's What The World Is Today) - Just My Imagination (Running Away With Me) - Superstar (Remember How You Got Where You Are) - For Once In My Life - Papa Was A Rollin' Stone, Pt. 1 - Cloud Nine - Papa Was A Rollin' Stone, Pt. 2 - What Becomes Of The Brokenhearted - I Can't Get Next To You |

### Enregistrement
L'enregistrement original de la distribution Broadway de Ain't Too Proud a été enregistré du 19 au 22 janvier 2019 à Sound on Sound Studios, Montclair, NJ, et publié numériquement le 22 mars 2019. L'album physique est sorti le 19 avril.

## Récompenses et nominations

### Production Broadway
| Année | Récompense                   | Catégorie                                                    | Nomination | Résultat   |
| ----- | ---------------------------- | ------------------------------------------------------------ | --- | ---------- |
| 2019  | Tony Awards,                 | Best Musical                                                 | Best Musical | Nomination |
| 2019  | Tony Awards,                 | Best Performance by an Actor in a Leading Role in a Musical  | Derrick Baskin | Nomination |
| 2019  | Tony Awards,                 | Best Performance by an Actor in a Featured Role in a Musical | Jeremy Pope | Nomination |
| 2019  | Tony Awards,                 | Best Performance by an Actor in a Featured Role in a Musical | Ephraim Sykes | Nomination |
| 2019  | Tony Awards,                 | Best Book of a Musical                                       | Dominique Morisseau | Nomination |
| 2019  | Tony Awards,                 | Best Direction of a Musical                                  | Des McAnuff | Nomination |
| 2019  | Tony Awards,                 | Best Choreography                                            | Sergio Trujillo | Lauréat    |
| 2019  | Tony Awards,                 | Best Scenic Design in a Musical                              | Robert Brill & Peter Nigrini | Nomination |
| 2019  | Tony Awards,                 | Best Costume Design in a Musical                             | Paul Tazewell | Nomination |
| 2019  | Tony Awards,                 | Best Lighting Design in a Musical                            | Howell Binkley | Nomination |
| 2019  | Tony Awards,                 | Best Sound Design of a Musical                               | Steve Canyon Kennedy | Nomination |
| 2019  | Tony Awards,                 | Best Orchestrations                                          | Harold Wheeler | Nomination |
| 2019  | Drama Desk Award             | Outstanding Book of a Musical                                | Dominique Morisseau | Nomination |
| 2019  | Outer Critics Circle Awards  | Outstanding Choreographer                                    | Sergio Trujillo | Nomination |
| 2019  | Outer Critics Circle Awards  | Outstanding Orchestrations                                   | Harold Wheeler | Nomination |
| 2019  | Outer Critics Circle Awards  | Outstanding Featured Actor in a Musical                      | Ephraim Sykes | Nomination |
| 2019  | Drama League Awards          | Outstanding Production of a Broadway or Off-Broadway Musical | Outstanding Production of a Broadway or Off-Broadway Musical                                                                                  | Nomination |
| 2019  | Drama League Awards          | Distinguished Performance Award                              | Jeremy Pope | Nomination |
| 2019  | Drama League Awards          | Distinguished Performance Award                              | Ephraim Sykes | Nomination |
| 2019  | Broadway.com Audience Awards | Favorite Breakthrough Performance (Male)                     | Ephraim Sykes | Lauréat    |
| 2020  | Grammy Award                 | Best Musical Theater Album                                   | Saint Aubyn, Derrick Baskin, James Harkness, Jawan M. Jackson, Jeremy Pope & Ephraim Sykes (soliste principal); Scott M. Riesett (producteur) | Nomination |